# 海洋警察特攻队
海洋警察特攻隊（韩语：／），為隸屬於大韩民国海洋警察廳的特種警察部隊。

## 組織
海洋警察特攻隊有3個單位，負責處理不同地區的海上事件：
- 釜山中隊
- 仁川中隊
- 東海中隊

## 已知裝備

### 個人武器

#### 手槍
- 格洛克17

#### 衝鋒槍
- HK MP7A1
- HK UMP

#### 突擊步槍
- HK G36C
- M4A1
- CAR 816
- DD MK18
- SIG Sauer SG 556

#### 狙擊步槍
- 精密國際AWM

### 個人裝備
- 黑色工作服
- 戰術頭盔
  -  Ops-Core FAST XP High Cut
- 攜板背心
  -  Crye Precision JPC 2.0
- 抗噪耳機
  -  3M Peltor Comtac XPI
- 夜視儀
- 無線電
- 手銬